# Sintra
Sintra (/ˈsɪntrə, ˈsiːntrə/, tiếng Bồ Đào Nha: [ˈsĩtɾɐ] ⓘ) là một thị trấn và đô thị thuộc Grande Lisboa, Bồ Đào Nha. Dân số của nó năm 2011 là 377.835 người. trong khu vực có diện tích 319,23 kilômét vuông (123,26 dặm vuông Anh). Sintra là một điểm du lịch lớn ở Bồ Đào Nha với cảnh quan đẹp như tranh vẽ, cùng nhiều di tích lịch sử của nó bao gồm các cung điện và lâu đài. Đây cũng là một địa điểm ăn uống sang trọng cũng như một trong những thành phố giàu có nhất trong cả nước và được biết đến với nhiều sự kiện đáng chú ý được tổ chức tại Sintra như Hội nghị Bilderberg, giải golf Bồ Đào Nha mở rộng.
Trung tâm lịch sử của nó Vila de Sintra nổi tiếng với kiến trúc lãng mạn thế kỷ 19 với khu đất và biệt thự lịch sử, khu vườn và một số cung điện, lâu đài hoàng gia. Chính vì vậy mà thị trấn cùng với những lối đi lịch sử của nó đã được UNESCO công nhận là Di sản thế giới. Sintra được biết đến với nhiều khu vườn và công viên tự nhiên như công viên tự nhiên Sintra-Cascais, dãy núi Sintra. Cung điện và lâu đài ở đây rất đáng chú ý bao gồm Lâu đài của người Moor, Cung điện Pena với kiến trúc lãng mạn và Cung điện Quốc gia Sintra mang kiến trúc Phục hưng Bồ Đào Nha.
Sintra liên tục được xếp hạng là một trong những thành phố giàu có và đắt đỏ nhất ở cả Bồ Đào Nha và bán đảo Iberia nói chung. Đây cũng là một trong những thị trường bất động sản đắt đỏ và thu hút nhất của Bồ Đào Nha, nổi tiếng với nhiều biệt thự lịch sử, nhà ở sang trọng và nhà hàng được gắn sao Michelin, và là một trong những địa điểm có cộng đồng người nước ngoài lớn nhất dọc theo bờ biển Bồ Đào Nha. Sintra cũng rất nổi tiếng với mức sống cao, luôn được xếp hạng là một trong những nơi đáng sống nhất tại Bồ Đào Nha.

## Lịch sử

### Thời kỳ đầu
Những tàn tích đầu tiên về sự chiếm đóng của con người đã được phát hiện ở Penha Verde, là minh chứng cho một cộng đồng có niên đại từ thời đại đồ đá cũ. Tàn tích này được so sánh với một phát hiện khác ở São Pedro de Canaferrim, bên cạnh nhà nguyện tại Lâu đài của người Moor cũng có niên đại từ thời đại đồ đá cũ, với đồ gốm trang trí và đồ dùng bằng đá có niên đại thế kỷ 5 TCN.
Trải qua khoảng thời gian dài, đến đầu thế kỷ 14, Afonso Henriques đã xây dựng một cung điện hoàng gia tráng lệ để nghỉ hè cho hoàng gia cho đến tận thế kỷ 16. Sau đó, nơi này chỉ được sử dụng như là một nhà tù cho đến tận thế kỷ 19.
Vào năm 1840, Ferdinand II đã biến Sintra từ một nơi đổ nát sau trận động đất phá hủy nơi này vào năm 1755 thành một nơi giao thoa nhiều phong cách kiến trúc. Ông cho xây dựng lại lâu đài Alcazar Moorish và Cung điện Pena, bao bọc là bức tường đá và biến những khu vực xung quanh thành những khu vườn, công viên với rất nhiều giống cây trồng lạ. Ở những vùng đất cao, người ta trồng những loại cây như: thông, tùng bách, sồi, hạt dẻ.. Thấp hơn là những vườn cây cảnh cổ điển, bồn hoa đầy màu sắc, những vườn hoa trà.